# 莱比锡游戏展

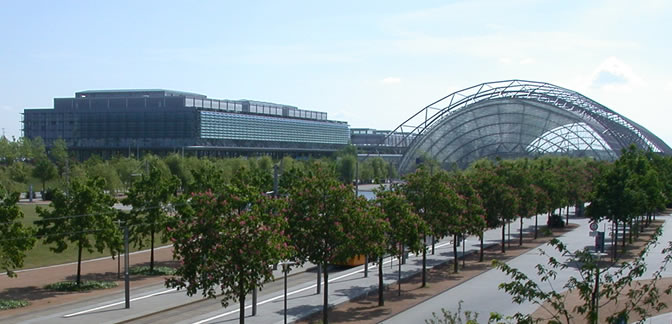
GC展厅的西翼和中央大厅。 东翼和商务中心位于镜头外右侧。

莱比锡游戏展（Games Convention，缩写为GC），是在德国莱比锡举办的一个电子游戏展，首次举办于2002年。活动中除了展出电子游戏，还包括信息娱乐、游戏机硬件、教育娱乐等内容。它由莱比锡博览会（Leipziger Messe）和联邦德国娱乐软件协会（Bundesverband für Interaktive Unterhaltungssoftware）联合举办。2010年的游戏展于8月18日至22日举行。
2006年的游戏展吸引了183000名游客、2600名记者，以及来自25个国家的368家参展商，使GC于东京游戏展一起成为全球最大的电子游戏盛会之一。该次展览允许所有年龄的游客参观展厅，是同年E3游戏展规模的3倍。莱比锡商务中心则保留给从业人士。2008年，游客人数达到了203000人。
主辦單位於2011年4月宣佈，2011年起展覽停辦。